# Mario Baldassarri (matematico)
Mario Baldassarri (Padova, 27 agosto 1920 – Padova, 28 settembre 1964) è stato un matematico italiano.

## Biografia
Dopo la laurea in matematica nel 1941, nel 1946 divenne assistente, quindi professore presso l'Università di Padova. Nel 1953 insegnò geometria a Catania e nel 1954 a Ferrara, da dove quindi tornò a Padova. La sua attività ricerca, interrotta dalla morte prematura, si tradusse in 32 pubblicazioni scientifiche; i suoi più importanti risultati riguardarono la geometria algebrica, tra i quali si ricorda una condizione caratteristica perché un sistema algebrico di varietà ammetta una unisecante, in cui si utilizzano strumenti algebrico-topologici all'epoca poco diffusi. Nell'opera "Algebraic varieties" del 1956, espose l'evoluzione della Geometria algebrica. Dal 1960 si occupò di matematica applicata e in particolare di programmazione lineare, di ricerca operativa, della teoria dell'ottimizzazione e dell'utilizzo della matematica nella sociologia. Creò presso l'Università di Padova l'"Istituto di matematica applicata". Fu socio dell'Accademia Galileiana di Scienze, Lettere ed Arti e dell'Istituto veneto di scienze, lettere ed arti.